# Christopher St. John
Christopher St. John, właśc. Frank Tavares Smith Jr. – amerykański aktor, producent filmowy, reżyser i scenarzysta. Odtwórca roli Bena Buforda w dramacie kryminalnym blaxploitation Shaft (1971) na podstawie powieści Ernesta Tidymana.
Ojciec aktora Kristoffa St. Johna. 

## Kariera
Urodził się w Bridgeport w Connecticut, gdzie w 1963 ukończył wydział dziennikarski na uniwersytecie. Występował w studenckich przedstawieniach, a potem uczył się aktorstwa na Uniwersytecie Yale. W 1964 przeniósł się do Nowego Jorku. Od połowy lat 60. należał do Actors Studio. Od 1969 grał w produkcjach off-Broadwayowskich, w tym w sztuce Charlesa Gordone’a No Place to Be Somebody.
W 1972 napisał scenariusz, wyreżyserował i wyprodukował dramat Top of the Heap, gdzie także zagrał główną rolę policjanta z Waszyngtonu George’a Lattimera. Film został zgłoszony do 22. Międzynarodowego Festiwalu Filmowego w Berlinie i otrzymał nominację do Złotego Niedźwiedzia. Recenzent Richard Brody w „The New Yorker” opisał film jako „kluczowe dzieło afrofuturyzmu”.
W 2014 na Festiwalu Czarnych Filmów w San Diego zadebiutował filmem dokumentalnym A Man Called God (Człowiek zwany Bogiem). Film wyreżyserował wspólnie z synem.

## Wybrana filmografia
- 1968: Z miłości do Ivy (For Love of Ivy) jako kupiec
- 1969: Naughty Nurse (krótkometrażowy) jako nieprzyzwoity policjant
- 1971: Hot Pants Holiday jako MacIver
- 1984: Remington Steele jako strażak
- 1988: Sekretne życie Kathy McCormick (The Secret Life of Kathy McCormick, TV) jako burmistrz
- 1993, 1997: Żar młodości jako wielebny Greer